# Žbince
Žbince es un municipio del distrito de Michalovce en la región de Košice, Eslovaquia, con una población estimada a final del año 2024 de 987 habitantes.
Se encuentra ubicado al noreste de la región, en la cuenca hidrográfica del río Bodrog (afluente derecho del Tisza) y cerca de la frontera con la región de Prešov, Ucrania y Hungría.

## Demografía
| Año        | 1994 | 2004     | 2014    | 2024    |
| ---------- | ---- | -------- | ------- | ------- |
| Población  | 856  | 955      | 965     | 987     |
| Diferencia |      | +11,56 % | +1,04 % | +2,27 % |

| Año        | 2023 | 2024    |
| ---------- | ---- | ------- |
| Población  | 994  | 987     |
| Diferencia |      | −0,70 % |